# باريتابريفير
باريتابريفير (ABT-450 سابقا) هو أسيلسلفوناميد ومثبط لبروتينات NS3-4A سيرين البروتياز وتصنعه مختبرات أبوت وقد أظهر نتائج مشجعة في علاج التهاب الكبد الفيروسي ج. تقدر الاستجابة الفيروسية المستمرة في النمط الأول من التهاب الكبد الفيروسي بحدود 95٪ عندما يعطى مع ريتونافير وريبافيرين لمدة 12 أسبوعا. تعد المقاومة ضد باريتابريفير غير شائعة لأنه يستهدف موقع الارتباط وقد تحدث بسبب طفرات في الموقعين 155 و 168 في البروتين NS3.p. 248
باريتابريفير أحد مكونات فيكيرا باك وتكنيفي.